# 清河站
清河站是京包客专京张段（原京张铁路、京包铁路改建而来）的一座火车站，位于北京市海淀区清河街道安宁庄一带。2016年11月1日为配合京张城际铁路接入开始站改工程，2018年10月17日封顶，于2019年12月30日投入使用，首发列车为北京北至太子城的G8811次列车。
该站改建方案由法国AREP设计公司与中铁工程设计咨询集团有限公司联合设计，中铁建工集团施工，建筑面积达10.9万平方米。
清河站作为京张城际全线建筑面积最大的车站，与北京北站共同承担京张城际铁路列车的始发终到业务。作为清河站配套工程，京新高速公路也增设了清河站专用匝道进行接驳。

## 历史

### 老站房
清河站始建于1905年，1906年9月30日建成:324，当时的站房为6柱5间式站房，中间3间为候车室，外部为券门，两侧及后方设有站长室、电报室、杂役室，清河站站名由京张铁路总办陈昭常题写；
1912年9月8日，孙中山先生在接任全国铁路督办前曾在本站下车视察京张铁路；
1949年之后，原有3个券门其中1个被堵死，剩余2个被改造为售票窗口，但轮廓仍在。
2017年9月，清河站老站房向东移动84.55米至站房临时存放位置，完成第一次平移。2019年2月至3月，老站房从临时存放地向西南平移274.81米至安宁庄西三条西端，对老站房的修缮工作也在其后开始，截至2019年12月已恢复的部分包括中央站匾、女儿墙、券门等，站匾文字仍需进一步复原。
- 清河站老站房（2020年8月）
- 建成初期的清河站（谭景棠《京张路工摄影》）
- 车站候车室（2015年11月）
- 平移至新站东南方向的清河站老站房（2019年5月）
- 建设中的新清河站（2019年1月）

### 新清河站
新清河站于2017年6月开工，2017年10月24日开始第一榀钢梁吊装，2018年10月17日实现钢结构封顶。2019年2月10日至16日，因占压清河站西侧主入口进站大厅库等空间，北京地铁13号线临时停运改线，上地站至西二旗站区间约1.3公里线路东移至清河站内，线路拨接完毕后，清河站进入第二阶段施工。
2019年12月30日，新清河站国铁部分与地铁13号线车站同时投入使用。2020年10月，北京市重点站区管理委员会在清河站设立站区管理办公室，负责站区的日常管理和服务工作。2021年8月，地铁昌平线清河站供电及综合监控系统顺利通过单位工程预验收，昌平线车站的工程验收、项目验收亦已于2021年9月前完成，2021年11月14日开始实施昌平线列车空载跑图试运行。
为确保2019冠状病毒病疫情下顺利举行2022年冬季奥林匹克运动会和2022年冬季残疾人奥林匹克运动会，清河站于2022年1月21日起至3月16日启用“闭环”区域。“闭环”区域包括北落客平台、综合服务中心候车、3B—6B检票口及3—6站台北侧。“闭环”区域和普通区域使用硬隔离分隔，使得往来北京和冬奥赛区的相关“闭环”人员的进出线流线与一般旅客不产生交集。
清河火车站交通枢纽于2020年完工，但直至2023年5月10日才正式启用，且清河火车站枢纽站周边规划道路截至2023年12月仍在建设中。

## 车站结构

### 车站设计
改造后的清河站以“海纳百川”作为设计灵感，建筑面积13.75万平方米。车站结构西高东低，形成U型过渡的弧面屋顶结构，同时也避免对西侧高速公路造成视觉负担；车站入口广场采用下沉9米的设计，使换乘层直接与室外联通。
站内采用高大的A型立柱支撑，形成大跨度大挑高的开阔室内空间。西面的外立面幕墙与地面呈70度夹角，使得车站在傍晚也能得到较充足的自然光照。为防止西晒导致站内温度不均，西立面安装了条带状智能电动百叶用以在光照过强时遮蔽日光。车站天花板采用透光设计，在日间可减少开灯节约能源；天花板的波浪型起伏设计也让人联想到滑雪道。车站还配备了新风系统和生态垃圾密封运输系统，节能率达到67.29％，非传统水源利用率达到22.14％，可再生建筑材料使用比例为15.30％，车站因此获得美国绿色建筑委员会LEED金奖认证和中国城市科学研究会三星级绿色建筑认证。
清河站的装饰细节上大量采用原京张铁路元素：车站站名标示未采用中国铁路车站标准的隶书字体，而运用了百年前京张铁路老清河站的手写字体；西进站口装饰有一幅巨型主壁画，以京张铁路、中国高铁、复兴号、前进型蒸汽机车等元素组成，展现了中华人民共和国铁路建设事业的历史成绩。站内综合信息岛的幕墙上装饰有北京各地名胜的壁画与铁路主题浮雕，展示了2008年后中国“八纵八横”铁路网的标志性景观。站内地面上还有融入了苏州码子元素和京张铁路风光的铜板雕刻，用来向百年前的京张铁路致敬。
- 清河站紧邻京新高速公路，幕墙上的“清河站”三字采集自京张铁路总办陈昭常题写的旧站匾（2020年1月）
- 清河站西进站口壁画（2020年1月）
- 清河站西入口大堂（2019年12月）
- 高架候车室（2019年12月）

### 楼层布局
车站共有地下两层、地上二层，局部三层。地上二层是高架候车室，设有8个检票口，三层为商业空间。一层为进站层和站台层，共设置4个550米长1.25米高站台站台面合计8个站台，用于京张城际铁路的列车停靠，两条正线所在的站台设有屏蔽门。地下一层为到达层、换乘大厅与地下停车场。
| 地上三层 | 高铁站房           | 餐饮与商业空间                                                                                   |
| 地上二层 | 北落客平台         | 落客区，进站口3，商务座候车室2，综合服务中心3，自动售票6，连接安宁庄北路                         |
| 地上二层 | 高铁站房           | 候车大厅，检票口1-8A/B，12306客服中心                                                            |
| 地上二层 | 南落客平台         | 落客区，进站口2，商务座候车室1，综合服务中心2，自动售票5，连接京新高速北京方向，连接南地下停车场 |
| 地面层   | 西广场             | 出租车场，西公交枢纽，步道下穿京新高速公路，通往上地东路                                         |
| 地面层   | 西入口大厅         | 进站口1，自动售票3/4，通往B1通道                                                                 |
| 地面层   | 1站台              | 京包客运专线 往张家口方向（沙河站）                                                              |
| 地面层   | 岛式站台           |                                                                                                  |
| 地面层   | 2站台 (设有安全门) | 京包客运专线 往张家口方向（沙河站）                                                              |
| 地面层   | 3站台              | 京包客运专线 往张家口方向（沙河站）                                                              |
| 地面层   | 岛式站台           |                                                                                                  |
| 地面层   | 4站台              | 京包客运专线 往张家口方向（沙河站）                                                              |
| 地面层   | 5站台              | 京包客运专线 往北京北方向（北京北站）                                                            |
| 地面层   | 岛式站台           |                                                                                                  |
| 地面层   | 6站台              | 京包客运专线 往北京北方向（北京北站）                                                            |
| 地面层   | 7站台 (设有安全门) | 京包客运专线 往北京北方向（北京北站）                                                            |
| 地面层   | 岛式站台           |                                                                                                  |
| 地面层   | 8站台              | 京包客运专线 往北京北方向（北京北站）                                                            |
| 地下一层 | 西下沉广场         | 综合服务中心1，自动售票1/2，通往F1通道                                                           |
| 地下一层 | 城市通廊           | 出站口1/2，铁路地下进站口，市郊铁路进出站口，前往地铁站                                          |
| 地下一层 | 停车场             | 南停车场，北停车场，连接上地东路、安宁庄路                                                       |
| 地下一层 | 东下沉广场         | 连接北交通枢纽，通往F1通道，通往站东街、安宁庄西二条                                             |

### 城市通廊
清河站B1层城市通廊四周设有国铁地铁共享安检区，实现了国铁、地铁、市郊铁路之间安检互认，乘客换乘时无需重复安检。

## 位置与站名问题
“清河站”一名来源于铁路系统，采用了“清河”这一清末辖区较大的镇来命名，但地铁设站时并未参照地铁黄村火车站模式命名为“清河火车站”，造成清河离地铁上地站近、上地信息产业基地核心区离地铁清河站较近的现象。昌平线南延将在清河附近设站，并命名为“清河小营桥站”以与安宁庄附近的地铁清河站做区分。
此外，京包客专线全线通车以来已有多名旅客将北京市清河站与河北省邢台市清河城站混淆，从而误购车票。
2021年2月6日，清河站西广场外的“上地东街中路”北行公交站及“上地五街东口”南行公交站更名为“清河火车站西广场”。

## 备注
1. ↑  西广场位于上地街道上地东路东侧